# Evolution: The Hits (álbum de Dead or Alive)
Evolution: The Hits es el segundo álbum recopilatorio de la banda británica Dead or Alive publicado en 2003. Esta colección abarca desde su álbum de debut Sophisticated Boom Boom hasta Fragile, y contiene todos sus sencillos y varias remezclas. 
El álbum fue lanzado en dos ediciones, un CD que contiene 18 pistas, y una Edición coleccionista de un CD doble, que contiene 28 pistas. El mayor éxito del grupo "You Spin Me Round (Like a Record) fue relanzado como sencillo para promocionar el álbum. También se editó un recopilatorio de vídeos en DVD.

## Lista de canciones del álbum
LP Original 2003

| N.º | Título                                                           | Escritor(es) | Duración |  |
| 1.  | «You Spin Me Round (Like A Record)»                              |              | 3:16     |  |
| 2.  | «That's the Way (I Like It)»                                     |              | 3:05     |  |
| 3.  | «In Too Deep»                                                    |              | 3:48     |  |
| 4.  | «What I Want»                                                    |              | 5:49     |  |
| 5.  | «Misty Circles»                                                  |              | 4:39     |  |
| 6.  | «I'd Do Anything»                                                |              | 4:00     |  |
| 7.  | «Lover Come Back to Me (2003 Remix)»                             |              | 5:37     |  |
| 8.  | «I'll Save You All My Kisses»                                    |              | 3:36     |  |
| 9.  | «Hooked on Love»                                                 |              | 5:15     |  |
| 10. | «Come Home with Me Baby»                                         |              | 3:58     |  |
| 11. | «My Heart Goes Bang (Get Me to the Doctor) (7" US Wipe Out Mix)» |              | 3:56     |  |
| 12. | «Sex Drive»                                                      |              | 5:42     |  |
| 13. | «Turn Around and Count 2 Ten (2003 Remix)»                       |              | 5:16     |  |
| 14. | «Hit and Run Lover»                                              |              | 4:40     |  |
| 15. | «Isn't It a Pity?»                                               |              | 4:44     |  |
| 16. | «Brand New Lover»                                                |              | 4:07     |  |
| 17. | «Something in My House»                                          |              | 3:49     |  |
| 18. | «You Spin Me Round (Like a Record) (Metro 7" Edit)»              |              | 3:47     |  |

## Créditos
- Dead or Alive, Zeus B. Held, Stock, Aitken & Waterman, Phil Harding (The Mixmaster), Mark McGuire, Jay Burnett, Tim Weidner, Barry Stone, Les Sharma, Simon Barnecott, Graham Stack, Princess Julia, John Taylor, Punx Soundcheck, Mark Moore & David Motion: producción
- Tim Pope, Vaughan Arnell, Anthea Benton, Tony Vanden Ende, Zanna: editores de vídeo
- Linda Fletcher: administración
- James & James: fotografía
- Julian Gozra Lozano: director artístico, digital manipulación, artwork
- Simon Catwell: diseño
- Andie Airfix & Satori, Lynne Burns: artwork

## Posición en las listas

### Álbumes
| Lista (2003)                         | Mejor posición |
| ------------------------------------ | -------------- |
| UK Albums Chart                      | 111            |
| Japanese Oricon International Albums | 47             |
| Germany (Media Control Charts)       | 42             |

### Sencillos
| Año  | Sencillo                 | Mejor posición | Mejor posición | Mejor posición | Mejor posición |
| Año  | Sencillo                 | UK             | US Dance       | GER            | AUS            |
| ---- | ------------------------ | -------------- | -------------- | -------------- | -------------- |
| 2003 | "You Spin Me Round 2003" | 23             | 21             | 96             | 62             |

- Datos: Q3735709